# Dunajská Streda
Dunajská Streda (in lingua ungherese Dunaszerdahely, in lingua tedesca Niedermarkt) è una città della Slovacchia, capoluogo del distretto omonimo, nella regione di Trnava.

## Nome
Il nome Zerda viene menzionato per la prima volta nel 1250, in un documento di Palatinus Lórant. Altre forme più recenti del nome sono Svridahel (1254), Zeredahely (1270), Zerdahel (1283) e Zredahel (1358). Szerdahely significa "mercato del mercoledì" in lingua ungherese e indica che la città aveva il privilegio di tenere un mercato in quel giorno (in seguito il giorno del mercato sarebbe diventato il venerdì). La parola ungherese szerda che ha radici slave come la parola streda in slovacco significano "mercoledì". L'attributo Duna- o Dunajská, cioè "danubiana" fu aggiunto nel XIX secolo. Il nome Niedermarkt, in tedesco, significa "mercato basso".

## Storia
Studi archeologici hanno evidenziato che il territorio è stato abitato nel neolitico, nell'età del bronzo, in epoca romana e nel periodo della Grande Moravia. La regione era parte dell'emergente Regno d'Ungheria, a partire dal tardo X secolo. Durante il medioevo e in epoca moderna, Dunajská Streda era una piccola città-mercato nella parte meridionale del comitato di Pozsony e un centro commerciale e amministrativo per i villaggi circostanti. Fu progressivamente integrata con altri insediamenti più piccoli (1808, 1863 e 1960).
La popolazione della città è stata prevalentemente ungherese almeno a partire dal tardo medioevo. La prima descrizione dettagliata del territorio della città è un documento del 1341 di Carlo I d'Ungheria. Nel XV secolo Szerdahely divenne un oppidum, o città-mercato. Il primo censimento (1574) indica ventisei famiglie di servi della gleba e tre famiglie nobili. Quello successivo (1646) indica che i cittadini erano in gran parte artigiani. La città fu sotto la giurisdizione feudale della famiglia Pálffy tra il 1600 e il 1848. Molti ebrei giunsero nel XVIII secolo.
Nel 1880 la città contava 4 182 abitanti, dei quali 3531 erano ungheresi e 416 di etnia tedesca. La popolazione ebraica era di 1 874 abitanti. Nel 1910 vi erano 4679 madrelingua ungheresi su 4 762 abitanti. Nel 1930 la città contava 5 706 abitanti, tra i quali 2944 ungheresi, 2186 ebrei (in maggioranza di lingua ungherese) e 503 slovacchi. Il censimento del 2001 indica 18756 ungheresi, 3588 slovacchi, 353 rom, 147 cechi e 24 tedeschi. Ciò si traduce in una maggioranza ungherese di oltre l'80%, una delle più alte percentuali registrate nei comuni del paese.
Nel 1919 divenne parte della Cecoslovacchia. Tornò a far parte dell'Ungheria con il primo arbitrato di Vienna, nel 1938, ma tornò alla Cecoslovacchia nel 1945 dopo la seconda guerra mondiale. Tra 1947 e 1948 parte della popolazione fu costretta a emigrare verso l'Ungheria, in applicazione dell'accordo per il trasferimento di popolazione ungherese-cecoslovacco.
Durante il periodo comunista, la città fu investita da una rapida modernizzazione e dall'industrializzazione. Quasi tutte le vecchie case del centro e l'85% degli appartamenti cittadini furono sostituiti con nuovi edifici. Negli anni novanta il centro fu completamente ricostruito e riqualificato secondo i piani di Imre Makovecz, architetto ungherese della scuola organica. Oggi rappresenta uno dei centri della minoranza ungherese in Slovacchia, ed è tra le città con la maggior velocità di crescita.

## Monumenti e luoghi d'interesse
- La chiesa cattolica di Nostra Signora fu costruita nel 1341 e ricostruita in stile gotico nel 1541. Alla fine del XVIII secolo fu ricostruita in stile barocco. Di fronte alla chiesa è situato un memoriale della rivoluzione ungherese del 1848-1849.
- La chiesa evangelica fu costruita nel 1883 in stile romanico.
- La sinagoga fu distrutta da una bomba nel 1945 e le rovine furono abbattute nel 1955. Su quel lotto di terra oggi vi è un memoriale dell'Olocausto.
- Il Castello Giallo fu costruito dalla famiglia di proprietari terrieri dei Kondé nel 1770 e fu ricostruita in stile neoclassico nel XIX secolo. Oggi ospita il Museo Csallóköz.
- Il centro commerciale e il municipio, ideati da Imre Makovecz, sono in stile postmoderno.[4]

## Amministrazione

### Gemellaggi
- Gödöllő
- Odorheiu Secuiesc
- Subotica
- Zenta